# Метод Оцу

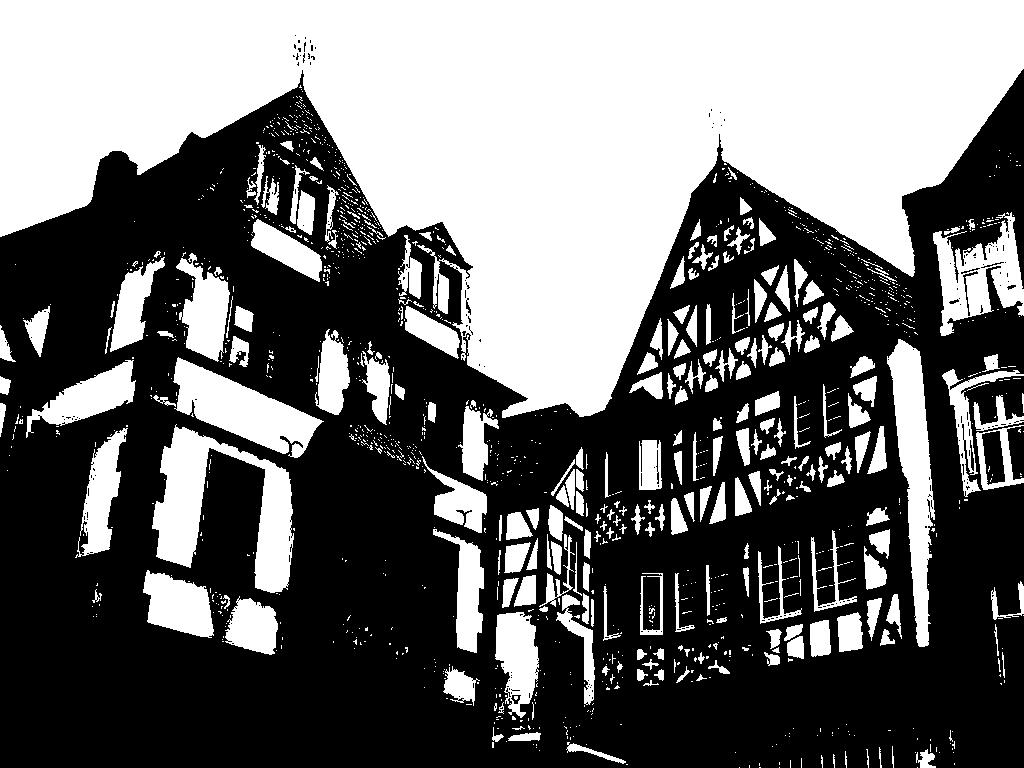
Граничний приклад зображення з використанням алгоритму Оцу.

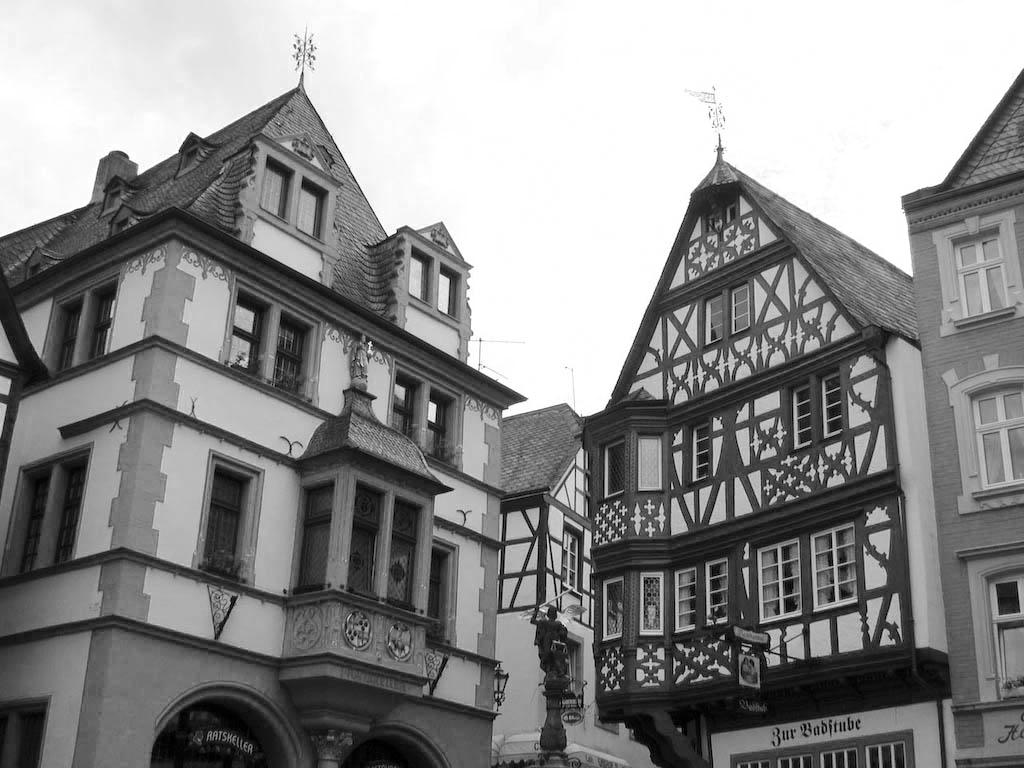
Оригінальне зображення.

У комп'ютерному баченні та обробці зображень метод Оцу, названий на честь Нобуюкі Оцу (大津展之 Ōtsu Nobuyuki), є методом, заснованим на кластеризації, для автоматичного обчислення порогового зображення, або зведення сірого зображення до бінарного зображення. Алгоритм передбачає, що зображення містить два класи пікселів, наступної бі-модальної гістограми: пікселі переднього плану і пікселі тла, потім обчислюється оптимальний поріг, що розділяє два класи, так, що їх комбінований діапазон (дисперсія кластера) є мінімальною або рівноцінною (тому що сума попарних квадратичних відстаней постійна), так, що їх міжкластерна дисперсія є максимальною. Отже, метод Оцу є приблизно одновимірним дискретним аналогом дискримінантного аналізу Фішера. Метод Оцу також безпосередньо пов'язаний з методом оптимізації Дженкса.
Розширення вихідного методу до багаторівневого порогового значення називається багатоточковим методом Оцу.

## Метод
У методі Оцу ми вичерпно шукаємо поріг, що мінімізує дисперсію всередині класу, яка визначається як зважена сума дисперсій двох класів:
{\displaystyle \sigma _{w}^{2}(t)=\omega _{0}(t)\sigma _{0}^{2}(t)+\omega _{1}(t)\sigma _{1}^{2}(t)}
Вага {\displaystyle \omega _{0}} та {\displaystyle \omega _{1}} ймовірності двох класів, розділені порогом {\displaystyle t} і {\displaystyle \sigma _{0}^{2}} та {\displaystyle \sigma _{1}^{2}} — відхилення цих двох класів.
Клас ймовірностей {\displaystyle \omega _{0,1}(t)} обчислюється з {\displaystyle L} гістограм:
{\displaystyle {\begin{aligned}\omega _{0}(t)&=\sum _{i=0}^{t-1}p(i)\\[4pt]\omega _{1}(t)&=\sum _{i=t}^{L-1}p(i)\end{aligned}}}
Оцу показує, що мінімізація дисперсії всередині класу збігається з максимізацією міжкласової дисперсії:
{\displaystyle {\begin{aligned}\sigma _{b}^{2}(t)&=\sigma ^{2}-\sigma _{w}^{2}(t)=\omega _{0}(\mu _{0}-\mu _{T})^{2}+\omega _{1}(\mu _{1}-\mu _{T})^{2}\\&=\omega _{0}(t)\omega _{1}(t)\left[\mu _{0}(t)-\mu _{1}(t)\right]^{2}\end{aligned}}}
що виражається в термінах ймовірностей класу {\displaystyle \omega } та класу значень {\displaystyle \mu }.
коли клас {\displaystyle \mu _{0,1,T}(t)} означає:
{\displaystyle {\begin{aligned}\mu _{0}(t)&=\sum _{i=0}^{t-1}i{\frac {p(i)}{\omega _{0}}}\\[4pt]\mu _{1}(t)&=\sum _{i=t}^{L-1}i{\frac {p(i)}{\omega _{1}}}\\\mu _{T}&=\sum _{i=0}^{L-1}ip(i)\end{aligned}}}
Наступні співвідношення можна легко перевірити:
{\displaystyle {\begin{aligned}\omega _{0}\mu _{0}+\omega _{1}\mu _{1}&=\mu _{T}\\\omega _{0}+\omega _{1}&=1\end{aligned}}}
Ймовірності класу і засоби класу можуть бути обчислені ітеративно. Ця ідея дає ефективний алгоритм.

### Алгоритм
1. Обчисліть гістограму та ймовірність кожного рівня інтенсивності
2. Установіть початкові {\displaystyle \omega _{i}(0)} та {\displaystyle \mu _{i}(0)}
3. Пройдіть усі можливі порогові значення {\displaystyle t=1,\ldots } максимальна інтенсивність
  1. Оновіть {\displaystyle \omega _{i}} та {\displaystyle \mu _{i}}
  2. Обчисліть {\displaystyle \sigma _{b}^{2}(t)}
4. Бажаний поріг відповідає максимуму {\displaystyle \sigma _{b}^{2}(t)}

### MATLAB реалізація
histogramCounts — це 256-елементна гістограма зображення в градаціях сірого, різних рівнях сірого (типові для 8-бітних зображень). Рівень — це поріг зображення.
```
function
 
level
 
=
 
otsu
(
histogramCounts
)

total
 
=
 
sum
(
histogramCounts
);
 
% '''total''' is the number of pixels in the given image. 

%% OTSU automatic thresholding method

sumB
 
=
 
0
;

wB
 
=
 
0
;

maximum
 
=
 
0.0
;

sum1
 
=
 
dot
(
 
(
0
:
255
),
 
histogramCounts
);
 

for
 
ii
=
1
:
256

    
wB
 
=
 
wB
 
+
 
histogramCounts
(
ii
);

    
wF
 
=
 
total
 
-
 
wB
;

    
if
 
(
wB
 
==
 
0
 
||
 
wF
 
==
 
0
)

        
continue
;

    
end

    
sumB
 
=
 
sumB
 
+
  
(
ii
-
1
)
 
*
 
histogramCounts
(
ii
);

    
mF
 
=
 
(
sum1
 
-
 
sumB
)
 
/
 
wF
;

    
between
 
=
 
wB
 
*
 
wF
 
*
 
((
sumB
 
/
 
wB
)
 
-
 
mF
)
 
*
 
((
sumB
 
/
 
wB
)
 
-
 
mF
);

    
if
 
(
 
between
 
>=
 
maximum
 
)

        
level
 
=
 
ii
;

        
maximum
 
=
 
between
;

    
end

end

end

```

Matlab має вбудовані функції graythresh() та multithresh() в Image Processing Toolbox, які реалізуються за допомогою методу Оцу та методу Мульти-Оцу, відповідно.
Інший підхід з векторизованним методом (може бути легко перетворений в версію матриці масиву python для обробки GPU)
```
function  [threshold_otsu] = Thresholding_Otsu( Image)
%Intuition:
%(1)pixels are divided into two groups
%(2)pixels within each group are very similar to each other 
%   Parameters:
%   t : threshold 
%   r : pixel value ranging from 1 to 255
%   q_L, q_H : the number of lower and higher group respectively
%   sigma : group variance
%   miu : group mean
%   Author: Lei Wang
%   Date  : 22/09/2013
%   References : Wikepedia, 
%   for multi children Otsu method, please visit : https://drive.google.com/file/d/0BxbR2jt9XyxteF9fZ0NDQ0dKQkU/view?usp=sharing
%   This is my original work

nbins = 256;
counts = imhist(Image,nbins);
p = counts / sum(counts);

for t = 1 : nbins
   q_L = sum(p(1 : t));
   q_H = sum(p(t + 1 : end));
   miu_L = sum(p(1 : t) .* (1 : t)') / q_L;
   miu_H = sum(p(t + 1 : end) .* (t + 1 : nbins)') / q_H;
   sigma_b(t) = q_L * q_H * (miu_L - miu_H)^2;
end

[~,threshold_otsu] = max(sigma_b(:));
end
```

Реалізація має невелику надмірність обчислень. Але оскільки метод Оцу виконується швидко, реалізація прийнята і зрозуміла. Хоча в деяких середовищах, оскільки ми використовуємо форму векторизації, обчислення циклів може бути швидше. Цей метод може бути легко перетворений в многопороговий метод з мінімальними мітками для heap—children labels.

### Python реалізація
```
import
 
numpy
 
as
 
np

from
 
collections
 
import
 
Counter

def
 
Thresholding_Otsu
(
img
):

    
nbins
 
=
 
256

    
pixel_counts
  
=
 
Counter
(
img
.
ravel
())

    
counts
 
=
 
np
.
array
([
0
 
for
 
x
 
in
 
range
(
256
)])

    
for
 
c
 
in
 
sorted
(
pixel_counts
):

        
counts
[
c
]
 
=
 
pixel_counts
[
c
]

    
p
 
=
 
counts
/
sum
(
counts
)

    
sigma_b
 
=
 
np
.
zeros
((
256
,
1
))

    
for
 
t
 
in
 
range
(
nbins
):

        
q_L
 
=
 
sum
(
p
[:
t
])
 

        
q_H
 
=
 
sum
(
p
[
t
:])
 

        
if
 
q_L
 
==
0
 
or
 
q_H
 
==
 
0
:

            
continue

            

        
miu_L
 
=
 
sum
(
np
.
dot
(
p
[:
t
],
np
.
transpose
(
np
.
matrix
([
i
 
for
 
i
 
in
 
range
(
t
)])
 
)))
/
q_L

        
miu_H
 
=
 
sum
(
np
.
dot
(
p
[
t
:],
np
.
transpose
(
np
.
matrix
([
i
 
for
 
i
 
in
 
range
(
t
,
256
)]))))
/
q_H

        
sigma_b
[
t
]
 
=
 
q_L
*
q_H
*
(
miu_L
-
miu_H
)
**
2

        

    
return
 
np
.
argmax
(
sigma_b
)

```

### JavaScript реалізація

#### Варіант 1
Вхідний аргумент total — це кількість пікселів в даному зображенні. Вхідний аргумент histogram являє собою 256-елементну гістограму зображення в градаціях сірого, різних рівнів сірого (типові для 8-бітних зображень). Ця функція виводить поріг для зображення.
```
function
 
otsu
(
histogram
,
 
total
)
 
{

    
var
 
sum
 
=
 
0
;

    
for
 
(
var
 
i
 
=
 
1
;
 
i
 
<
 
histogram
.
length
 
+
 
1
;
 
++
i
)
 
//normally it will be 255 but sometimes we want to change step

        
sum
 
+=
 
i
 
*
 
histogram
[
i
];

    
var
 
sumB
 
=
 
0
;

    
var
 
wB
 
=
 
0
;

    
var
 
wF
 
=
 
0
;

    
var
 
mB
;

    
var
 
mF
;

    
var
 
max
 
=
 
0.0
;

    
var
 
between
 
=
 
0.0
;

    
var
 
threshold1
 
=
 
0.0
;

    
var
 
threshold2
 
=
 
0.0
;

    
for
 
(
var
 
i
 
=
 
0
;
 
i
 
<
 
histogram
.
length
;
 
++
i
)
 
{

        
wB
 
+=
 
histogram
[
i
];

        
if
 
(
wB
 
==
 
0
)

            
continue
;

        
wF
 
=
 
total
 
-
 
wB
;

        
if
 
(
wF
 
==
 
0
)

            
break
;

        
sumB
 
+=
 
i
 
*
 
histogram
[
i
];

        
mB
 
=
 
sumB
 
/
 
wB
;

        
mF
 
=
 
(
sum
 
-
 
sumB
)
 
/
 
wF
;

        
between
 
=
 
wB
 
*
 
wF
 
*
 
(
mB
 
-
 
mF
)
 
*
 
(
mB
 
-
 
mF
);

        
if
 
(
 
between
 
>=
 
max
 
)
 
{

            
threshold1
 
=
 
i
;

            
if
 
(
 
between
 
>
 
max
 
)
 
{

                
threshold2
 
=
 
i
;

            
}

            
max
 
=
 
between
;
            

        
}

    
}

    
return
 
(
 
threshold1
 
+
 
threshold2
 
)
 
/
 
2.0
;

}

```

#### Варіант 2
```
function
 
otsu
(
histogram
,
 
pixelsNumber
)
 
{

	
var
 
sum
 
=
 
0

	  
,
 
sumB
 
=
 
0

	  
,
 
wB
 
=
 
0

	  
,
 
wF
 
=
 
0

      
,
 
mB

	  
,
 
mF

	  
,
 
max
 
=
 
0

	  
,
 
between

	  
,
 
threshold
 
=
 
0
;

	
for
 
(
var
 
i
 
=
 
0
;
 
i
 
<
 
256
;
 
++
i
)
 
{

      
wB
 
+=
 
histogram
[
i
];

      
if
 
(
wB
 
==
 
0
)

        
continue
;

      
wF
 
=
 
pixelsNumber
 
-
 
wB
;

      
if
 
(
wF
 
==
 
0
)

        
break
;

      
sumB
 
+=
 
i
 
*
 
histogram
[
i
];

      
mB
 
=
 
sumB
 
/
 
wB
;

      
mF
 
=
 
(
sum
 
-
 
sumB
)
 
/
 
wF
;

      
between
 
=
 
wB
 
*
 
wF
 
*
 
Math
.
pow
(
mB
 
-
 
mF
,
 
2
);

      
if
 
(
between
 
>
 
max
)
 
{

        
max
 
=
 
between
;

        
threshold
 
=
 
i
;

      
}

    
}

    
return
 
threshold
;

}

// To test: open any image in browser and run code in console

var
 
im
 
=
 
document
.
getElementsByTagName
(
'img'
)[
0
]

  
,
 
cnv
 
=
 
document
.
createElement
(
'canvas'
)

  
,
 
ctx
 
=
 
cnv
.
getContext
(
'2d'
);

cnv
.
width
 
=
 
im
.
width
;

cnv
.
height
 
=
 
im
.
height
;

ctx
.
drawImage
(
im
,
 
0
,
 
0
);

var
 
imData
 
=
 
ctx
.
getImageData
(
0
,
 
0
,
 
cnv
.
width
,
 
cnv
.
height
)

  
,
 
histogram
 
=
 
Array
(
256
)

  
,
 
i

  
,
 
red

  
,
 
green

  
,
 
blue

  
,
 
gray
;

for
 
(
i
 
=
 
0
;
 
i
 
<
 
256
;
 
++
i
)

	
histogram
[
i
]
 
=
 
0
;

for
 
(
i
 
=
 
0
;
 
i
 
<
 
imData
.
data
.
length
;
 
i
 
+=
 
4
)
 
{

  
red
 
=
 
imData
.
data
[
i
];

  
blue
 
=
 
imData
.
data
[
i
 
+
 
1
];

  
green
 
=
 
imData
.
data
[
i
 
+
 
2
];

  
// alpha = imData.data[i + 3];

  
// https://en.wikipedia.org/wiki/Grayscale

  
gray
 
=
 
red
 
*
 
.2126
 
+
 
green
 
*
 
.07152
 
+
 
blue
 
*
 
.0722
;

  
histogram
[
Math
.
round
(
gray
)]
 
+=
 
1
;

}

var
 
threshold
 
=
 
otsu
(
histogram
,
 
imData
.
data
.
length
 
/
 
4
);

console
.
log
(
"threshold = %s"
,
 
threshold
);

for
 
(
i
 
=
 
0
;
 
i
 
<
 
imData
.
data
.
length
;
 
i
 
+=
 
4
)
 
{

  
imData
.
data
[
i
]
 
=
 
imData
.
data
[
i
 
+
 
1
]
 
=
 
imData
.
data
[
i
 
+
 
2
]
 
=

    
imData
.
data
[
i
]
 
>=
 
threshold
 
?
 
255
 
:
 
0
;

  
// opacity 255 = 100%

  
imData
.
data
[
i
 
+
 
3
]
 
=
 
255
;

}

ctx
.
putImageData
(
imData
,
 
0
,
 
0
);

document
.
body
.
appendChild
(
cnv
);

console
.
log
(
"finished"
);

```

Result.

## Обмеження
Метод Оцу демонструє відносно хорошу продуктивність, якщо припустити, що гістограма має бімодальний розподіл і передбачає наявність глибокої і гострої долини між двома піками. Але якщо площа об'єкта мала в порівнянні з фоновою областю, гістограма більше не має бімодального розподілу. І якщо дисперсія об'єкта та інтенсивність фону великі в порівнянні з середньою різницею, або зображення сильно пошкоджено адитивним шумом, гостра долина гістограми рівня сірого погіршується. Тоді можливий неправильний поріг, визначений методом Оцу, призводить до помилки сегментації. (Тут ми визначаємо розмір об'єкта як відношення площі об'єкта до всієї області зображення, а середня різниця — різниця середніх інтенсивностей об'єкта і фону)
Показано, що з результатів експериментів ефективність глобальних методів порога, включаючи метод Оцу, обмежена розміром невеликого об'єкта, малої середньої різниці, великими дисперсіями об'єкта та інтенсивністю фону, великою кількістю доданого шуму і т. д.

## Поліпшення
Існує безліч поліпшень, спрямованих на різні обмеження методу Оцу. Один відомий і ефективний спосіб відомий як двовимірний метод Оцу. У цьому підході вивчається значення рівня сірого для кожного пікселя, а також середнє значення його безпосередній околиці, так що результати бінаризації значно поліпшуються, особливо для зображень, спотворених шумом.
На кожному пікселі обчислюється середнє значення сірого рівня околиці. Нехай сірий рівень даного зображення буде розділений на значення {\displaystyle L} та середній рівень сірого також буде розділений на ті ж самі значення {\displaystyle L}. Потім формується пара: рівень сірого пікселя і середнє значення околиці. Кожна пара належить двовимірному скриньки. Загальна кількість ящиків, очевидно, {\displaystyle L\times L}. Загальна кількість входжень (частота), {\displaystyle f_{ij}}, пари {\displaystyle (i,j)} поділеній на загальну кількість пікселів на зображенні {\displaystyle N}, визначає спільну функцію ймовірності ймовірності в двовимірної гістограмі:
{\displaystyle P_{ij}={\frac {f_{ij}}{N}},\qquad \sum _{i=0}^{L-1}\sum _{j=0}^{L-1}P_{ij}=1}
Двомірний метод Оцу буде розроблений на основі двовимірної гістограми наступним чином.
Ймовірності двох класів можна позначити як:
{\displaystyle {\begin{aligned}\omega _{0}&=\sum _{i=0}^{s-1}\sum _{j=0}^{t-1}P_{ij}\\\omega _{1}&=\sum _{i=s}^{L-1}\sum _{j=t}^{L-1}P_{ij}\end{aligned}}}
Інтенсивність означає вектори значень двох класів і загальної середньої вектора, які можуть бути виражені таким чином:
{\displaystyle {\begin{aligned}\mu _{0}&=[\mu _{0i},\mu _{0j}]^{T}=\left[\sum _{i=0}^{s-1}\sum _{j=0}^{t-1}i{\frac {P_{ij}}{\omega _{0}}},\sum _{i=0}^{s-1}\sum _{j=0}^{t-1}j{\frac {P_{ij}}{\omega _{0}}}\right]^{T}\\\mu _{1}&=[\mu _{1i},\mu _{1j}]^{T}=\left[\sum _{i=s}^{L-1}\sum _{j=t}^{L-1}i{\frac {P_{ij}}{\omega _{1}}},\sum _{i=s}^{L-1}\sum _{j=t}^{L-1}j{\frac {P_{ij}}{\omega _{1}}}\right]^{T}\\\mu _{T}&=[\mu _{Ti},\mu _{Tj}]^{T}=\left[\sum _{i=0}^{L-1}\sum _{j=0}^{L-1}iP_{ij},\sum _{i=0}^{L-1}\sum _{j=0}^{L-1}jP_{ij}\right]^{T}\end{aligned}}}
У більшості випадків ймовірність недіагональної оцінки буде незначною, тому легко перевірити:
{\displaystyle \omega _{0}+\omega _{1}\cong 1}
{\displaystyle \omega _{0}\mu _{0}+\omega _{1}\mu _{1}\cong \mu _{T}}
Міжкласова дискретна матриця визначається як
{\displaystyle S_{b}=\sum _{k=0}^{1}\omega _{k}[(\mu _{k}-\mu _{T})(\mu _{k}-\mu _{T})^{T}]}
Слід дискретної матриці може бути виражений як
{\displaystyle {\begin{aligned}&\operatorname {tr} (S_{b})\\[4pt]={}&\omega _{0}[(\mu _{0i}-\mu _{Ti})^{2}+(\mu _{0j}-\mu _{Tj})^{2}]+\omega _{1}[(\mu _{1i}-\mu _{Ti})^{2}+(\mu _{1j}-\mu _{Tj})^{2}]\\[4pt]={}&{\frac {(\mu _{Ti}\omega _{0}-\mu _{i})^{2}+(\mu _{Tj}\omega _{0}-\mu _{j})^{2}}{\omega _{0}(1-\omega _{0})}}\end{aligned}}}
де
{\displaystyle \mu _{i}=\sum _{i=0}^{s}\sum _{j=0}^{t}iP_{ij}}
{\displaystyle \mu _{j}=\sum _{i=0}^{s}\sum _{j=0}^{t}jP_{ij}}
Подібно одновимірному методу Оцу, оптимальний поріг {\displaystyle (s,t)} виходить шляхом максимізації {\displaystyle \operatorname {tr} (S_{b})}.

### Алгоритм
{\displaystyle s} і {\displaystyle t} отримуються ітеративно, що дуже схоже на одновимірний Метод Оцу. Значення {\displaystyle s} і {\displaystyle t} змінюються доки ми не досягнемо максимуму {\displaystyle \operatorname {tr} (S_{b})}, що є
```
max
,
s
,
t
 
=
 
0
;

for
 
ss
:
 
0
 
to
 
L
-
1
 
do

    
for
 
tt
:
 
0
 
to
 
L
-
1
 
do

        
evaluate
 
tr
(
S_b
);

        
if
 
tr
(
S_b
)
 
>
 
max

            
max
 
=
 
tr
(
S
,
b
);

            
s
 
=
 
ss
;

            
t
 
=
 
tt
;

        
end
 
if

    
end
 
for

end
 
for

return
 
s
,
t
;

```

### Matlab implementation
функції входу та виходу:
```
function
 
threshold
 
=
 
2D_otsu
(
hists, total
)

maximum
 
=
 
0.0
;

threshold
 
=
 
0
;

helperVec
 
=
 
0
:
255
;

mu_t0
 
=
 
sum
(
sum
(
repmat
(
helperVec
'
,
1
,
256
)
.*
hists
));

mu_t1
 
=
 
sum
(
sum
(
repmat
(
helperVec
,
256
,
1
)
.*
hists
));

p_0
 
=
 
zeros
(
256
);

mu_i
 
=
 
p_0
;

mu_j
 
=
 
p_0
;

for
 
ii
 
=
 
1
:
256

    
for
 
jj
 
=
 
1
:
256

        
if
 
jj
 
==
 
1

            
if
 
ii
 
==
 
1

                
p_0
(
1
,
1
)
 
=
 
hists
(
1
,
1
);

            
else

                
p_0
(
ii
,
1
)
 
=
 
p_0
(
ii
-
1
,
1
)
 
+
 
hists
(
ii
,
1
);

                
mu_i
(
ii
,
1
)
 
=
 
mu_i
(
ii
-
1
,
1
)
+
(
ii
-
1
)
*
hists
(
ii
,
1
);

                
mu_j
(
ii
,
1
)
 
=
 
mu_j
(
ii
-
1
,
1
);

            
end

        
else

            
p_0
(
ii
,
jj
)
 
=
 
p_0
(
ii
,
jj
-
1
)
+
p_0
(
ii
-
1
,
jj
)
-
p_0
(
ii
-
1
,
jj
-
1
)
+
hists
(
ii
,
jj
);

            
mu_i
(
ii
,
jj
)
 
=
 
mu_i
(
ii
,
jj
-
1
)
+
mu_i
(
ii
-
1
,
jj
)
-
mu_i
(
ii
-
1
,
jj
-
1
)
+
(
ii
-
1
)
*
hists
(
ii
,
jj
);

            
mu_j
(
ii
,
jj
)
 
=
 
mu_j
(
ii
,
jj
-
1
)
+
mu_j
(
ii
-
1
,
jj
)
-
mu_j
(
ii
-
1
,
jj
-
1
)
+
(
jj
-
1
)
*
hists
(
ii
,
jj
);

        
end

        
if
 
(
p_0
(
ii
,
jj
)
 
==
 
0
)

            
continue
;

        
end

        
if
 
(
p_0
(
ii
,
jj
)
 
==
 
total
)

            
break
;

        
end

        
tr
 
=
 
((
mu_i
(
ii
,
jj
)
-
p_0
(
ii
,
jj
)
*
mu_t0
)
^
2
 
+
 
(
mu_j
(
ii
,
jj
)
-
p_0
(
ii
,
jj
)
*
mu_t0
)
^
2
)
/
(
p_0
(
ii
,
jj
)
*
(
1
-
p_0
(
ii
,
jj
)));

        
if
 
(
 
tr
 
>=
 
maximum
 
)

            
threshold
 
=
 
ii
;

            
maximum
 
=
 
tr
;

        
end

    
end

end

end

```